# CyberAgent
A CyberAgent, Inc. (株式会社サイバーエージェント) japán internetes reklámügynökség, az Ameba közösségi hálózat üzemeltetője. A céget 1998. március 18-án alapították, székhelye Sibujában van. Korábban a USEN és a Rakuten is a vállalat fő részvényesei között volt.

## Leányvállalatai

### Jelenlegi

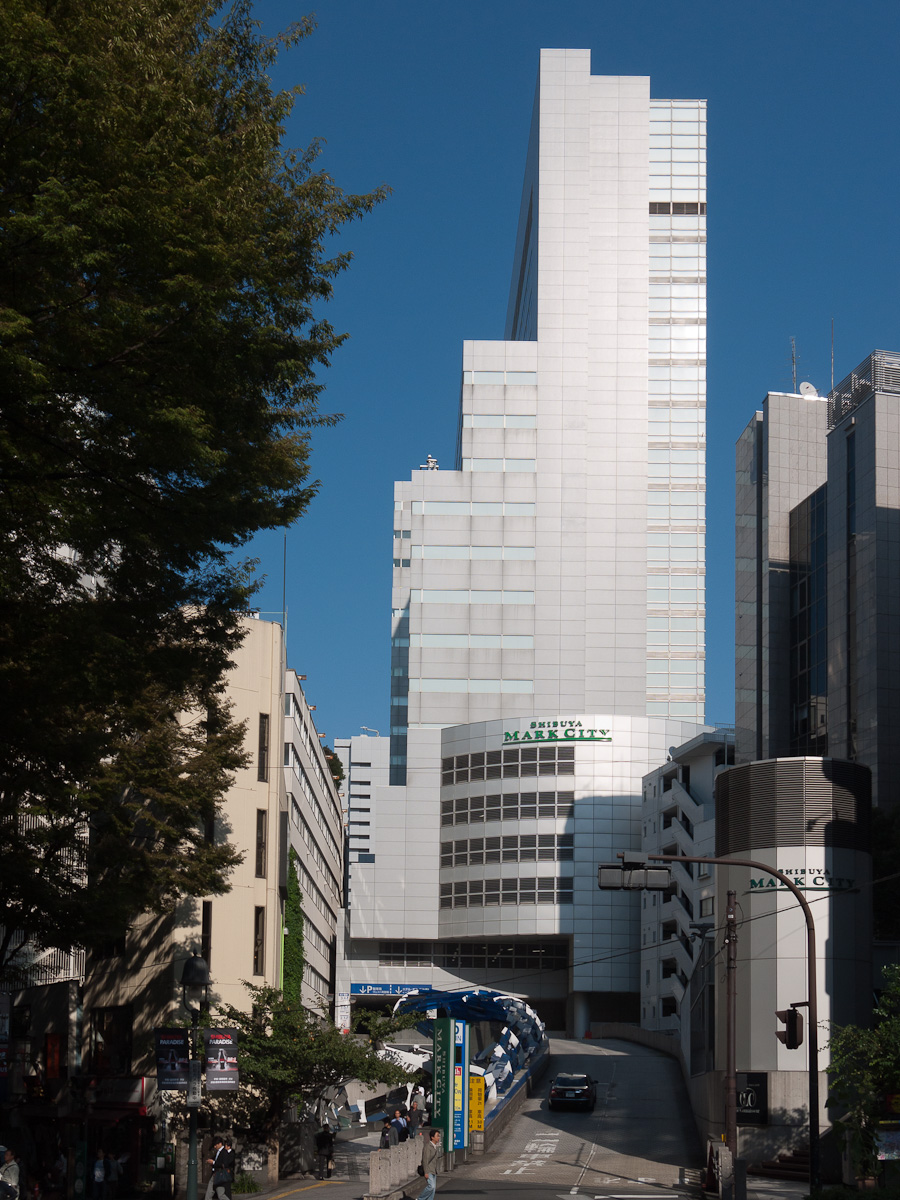
A CyberAgent székhelyének helyet adó Shibuya Mark City West épülete

Internetes reklámügynökségek
- AMoAd (a DeNA-val közös vállalat)
- CyberZ
- CyberSS
- CA Reward
- Cyber Buzz
- MicroAd
- CCPR
- CyberBull
- CA Advance
- App2Go
- Right:Segment
- Complesso

Videójáték-ipari cégek
- Grenge
- Cygames
- Applibot
- Sumzap
- Griffon
- R-Force Entertainment
- GCrest
- Play Motion
- Craft Egg
- Green Monster

Egyéb cégek
- Sirok
- Amesta
- 7gogo
- Wavest
- Goodroid
- Koebu
- Shibuya Clip Create
- C.A. Mobile
- Wedding Park
- CyberAgent Ventures
- CyberAgent Crowdfunding
- CyberAgent Will
- Stride
- Hashigo
- Takusuta
- Sanrenp
- Uniface
- CyberAgent America, Inc.

### Korábbi
Megszűnt cégek
- CA Search
- Ameba Books Shinsha (korábban Ameba Books)
- Store Factory
- Adplain
- CyberAgent Plus
- Super Suites
- CA Technology
- Pottap
- CyberX
- Poupée Girl
- CA/H
- CA Beat
- Fraudia Communications
- QuunApp

Eladott, függetlenné vált cégek
- Financial Plus — a FISCO felvásárolta, majd átnevezte FISCO Planre. Később beolvadt a FISCO-ba
- International Sports Marketing — a Spire felvásárolta, majd a Spire anyacégét, a Hakuhodo DY Holdingst felvásárolta a Motion Beat
- Crown Jewel — a Start Today felvásárolta
- CyberAgent FX — a Yahoo! felvásárolta, majd átnevezte YJFX-re
- Voyage Group — függetlenné vált[1]
- PeX — a Voyage Group felvásárolta
- Real World — az Adways felvásárolta
- cybozu.net — beolvadt a Cybozuba